# Dryadaulidae
De Dryadaulidae zijn een familie van vlinders uit de superfamilie van de Tineoidea. Deze familie werd tot de publicatie van Regier et al. in 2014 beschouwd als een onderfamilie van de Tineidae (Dryadaulinae). 

## Geslachten
- Brachydoxa Meyrick, 1917
- Dryadaula Meyrick, 1893
- Eressoxesta Gozmány & Vári, 1973